# کریستین بورگه
کریستین بورگه (به فرانسوی: Christian Bourguet) از رابطان سیاسی بین ایران و آمریکا در وقایع سیاسی مهمی چون آزادی گروگان‌های سفارت امریکا و استرداد محمدرضا پهلوی به ایران بود.

## زندگی
بورگه که اهل فرانسه است و شغل وکالت داشت در سال ۱۹۳۴ متولد شد. بعدها وارد فعالیت‌های سیاسی و تجاری شد و در جریان اختلافات ایران و امریکا در اوایل انقلاب، به ویژه در قضیه گروگان گیری شال ۱۳۵۸ ش به همراه هکتور ویلالون بازرگان آرژانتینی نقش دلال و واسطه را بازی می‌کرد و در قضیه آزادی گروگان های امریکایی عملکردی موفق و در استرداد شاه به ایران تلاشی ناموفق داشت. او با هامیلتون جوردن و صادق قطب زاده بارها دیدار کرده بود. بورگه سفرهای متعددی به ایران داشته است.

## منبع
- بحران، نوشته همیلتون جردن، تهران، انتشارات هفته، ۱۳۶۲ش.
- http://fr.wikipedia.org/wiki/Christian_Bourguet